# Copenhagen Towers 2022
Questa voce raccoglie le informazioni riguardanti i Copenhagen Towers nelle competizioni ufficiali della stagione 2022.

## Nationalligaen 2022

### Stagione regolare
| Svenstrup J 21 maggio 2022, ore 14:00 2ª giornata | Aalborg 89ers | 12 – 36 referto | Copenhagen Towers | Dall-Ferslev Idrætsforening |

| Nærum 11 giugno 2022, ore 12:00 3ª giornata | Søllerød Gold Diggers | 38 – 57 referto | Copenhagen Towers | Rundforbi Stadion |

| Gentofte 18 giugno 2022, ore 12:00 4ª giornata | Copenhagen Towers | 34 – 17 referto | Triangle Razorbacks | Gentofte Sportspark |

| Gentofte 13 agosto 2022, ore 12:00 5ª giornata | Copenhagen Towers | 13 – 21 referto | Søllerød Gold Diggers | Gentofte Sportspark |

| Gentofte 27 agosto 2022, ore 12:00 7ª giornata | Copenhagen Towers | 56 – 19 referto | Aalborg 89ers | Gentofte Sportspark |

| Vejle 3 settembre 2022, ore 12:00 8ª giornata | Triangle Razorbacks | 29 – 67 referto | Copenhagen Towers | Vejle Atletikstadion |

### Playoff
| Esbjerg 24 settembre 2022, ore 12:00 Mermaid bowl | Copenhagen Towers | 32 – 17 referto | Søllerød Gold Diggers | Blue Water Arena |

## Statistiche di squadra
| Competizione      | %Vittorie | In casa | In casa | In casa | In casa | In casa | In casa | In trasferta | In trasferta | In trasferta | In trasferta | In trasferta | In trasferta | Totale | Totale | Totale | Totale | Totale | Totale |
| Competizione      | %Vittorie | G       | V       | N       | P       | Pf      | Ps      | G            | V            | N            | P            | Pf           | Ps           | G      | V      | N      | P      | Pf     | Ps     |
| ----------------- | --------- | ------- | ------- | ------- | ------- | ------- | ------- | ------------ | ------------ | ------------ | ------------ | ------------ | ------------ | ------ | ------ | ------ | ------ | ------ | ------ |
| Stagione regolare | .833      | 3       | 2       | 0       | 1       | 103     | 57      | 3            | 3            | 0            | 0            | 160          | 79           | 6      | 5      | 0      | 1      | 263    | 136    |
| Playoff           | 1.000     | 1       | 1       | 0       | 0       | 32      | 17      | 0            | 0            | 0            | 0            | 0            | 0            | 1      | 1      | 0      | 0      | 32     | 17     |
| Totale            | .857      | 4       | 3       | 0       | 1       | 135     | 74      | 3            | 3            | 0            | 0            | 160          | 79           | 7      | 6      | 0      | 1      | 295    | 153    |